# Марко Фріц
Марко Фріц (нім. Marco Fritz, нар. 3 жовтня 1977, Корб) — німецький футбольний арбітр. Арбітр ФІФА з 2012 по 2021 роки.

## Суддівська кар'єра
Був суддею регіональних змагань з 1997 року, а у 2006 році став суддею DFB. У сезоні 2008/09 став одним з арбітрів матчів Другої Бундесліги, де протягом усього сезону він показав 34 жовті картки та одну червону, після чого пішов на підвищення до Бундесліги на наступний сезон. Дебютував у вищому дивізіоні 22 серпня 2009 року грою між «Фрайбургом» та «Байєром».
У 2012 році Фріц разом із Феліксом Цваєром був включений до списку арбітрів ФІФА. Його першим міжнародним турніром став елітний раунд кваліфікація до юнацького чемпіонату Європи (U-19) 2012 року, де і дебютував на міжнародному рівні 23 травня 2012 року в матчі між Грецією та Туреччиною.
Фріц був обраний головним арбітром на фінал Кубка Німеччини 2016 року, який відбувся 21 травня 2016 року на Олімпійському стадіоні у Берліні між мюнхенською «Баварією» та «Боруссією» (Дортмунда), а згодом судив і матч за Суперкубок Німеччини 2018 року.
21 квітня 2021 року Фріц був обраний одним з відеоасистентів арбітра на Євро-2020, який відбувся по всій Європі в червні та липні 2021 року.

## Особисте життя
Фріц — банкір і живе в Корбі. Серед його захоплень — спорт та музика.